# Paul Dukas
Œuvres principales
- Symphonie en ut majeur (1895)
- L'Apprenti sorcier (1897)
- Sonate pour piano (1901)
- Variations sur un thème de Rameau (1902)
- Ariane et Barbe-Bleue (1907)
- La Péri (1911)

Paul Dukas, né le 1er octobre 1865 dans le 1er arrondissement de Paris et mort le 17 mai 1935 dans le 16e arrondissement de la même ville, est un compositeur français. Perfectionniste et exigeant, il abandonna nombre de ses projets musicaux et ne publia qu'une poignée de ses œuvres. Il est connu pour son poème symphonique L'Apprenti sorcier, dont la popularité éclipsa ses autres œuvres, parmi lesquelles figurent son opéra Ariane et Barbe-Bleue, une symphonie, une sonate pour piano et un ballet, La Péri. Il fut aussi critique musical, et devint professeur de composition au Conservatoire de Paris et à l'École normale de musique vers la fin de sa vie.

## Biographie
Paul Abraham Dukas, second fils d'une famille juive de trois enfants, est né à Paris dans le 1er arrondissement, 10 rue Coquillière. Son père, Jules Jacob Dukas, est un banquier, et sa mère, Eugénie, une pianiste confirmée. Alors que Paul est âgé de cinq ans, sa mère meurt en mettant au monde son troisième enfant, Marguerite-Lucie. Dukas prend des leçons de piano et manifeste un talent musical précoce puisqu'à 14 ans, il commence à composer pendant une convalescence. Il étudie à l'école Turgot. Il entre au Conservatoire de Paris à la fin de 1881, âgé de 16 ans ; il étudie le piano avec Georges Mathias, l'harmonie avec Théodore Dubois et la composition avec Ernest Guiraud. Parmi ses condisciples se trouve Claude Debussy, dont il devient l'ami et en mémoire de qui il compose plus tard une pièce pour piano intitulée La plainte, au loin, du faune.… Deux ouvertures survivent de cette période, Goetz de Berlichingen (1883) et Le Roi Lear (1883). Le manuscrit de cette dernière est retrouvé dans les années 1990, et l'œuvre est jouée pour la première fois en 1995.
Dukas remporte différents prix, dont la seconde place au prix de Rome pour sa cantate Velléda en 1888. Déçu par cet échec, il quitte le Conservatoire en 1889. Après le service militaire, il entreprend une double carrière, se consacrant à la critique et à la composition musicale.
Dukas commence sa carrière de critique en 1892 par un article sur une représentation de L'Anneau du Nibelung de Richard Wagner dirigée par Gustav Mahler au Covent Garden de Londres ; cet article est publié dans La Revue hebdomadaire. Plus tard, il écrit aussi pour Minerve, La Chronique des arts, La Gazette des beaux-Arts et Le Courrier musical. Ses débuts parisiens comme compositeur ont lieu avec la création de l'ouverture Polyeucte, écrite en 1891 et dirigée par Charles Lamoureux à la tête de l'Orchestre Lamoureux en janvier 1892. Inspirée par la tragédie homonyme de Corneille, cette œuvre montre l'influence de Wagner.
Le 1er décembre 1927 (arrêté du 23 novembre 1927), Paul Dukas succède à Charles-Marie Widor au Conservatoire de Paris comme professeur de composition. Il eut notamment pour élèves Michał Kondracki, Jehan Alain, Tony Aubin, Samuel Baud-Bovy, Elsa Barraine, Maurice Duruflé, Georges Favre, Jean Hubeau, Jean Langlais, Joaquín Rodrigo, Darius Milhaud, Koharik Gazarossian et Olivier Messiaen.
Habile orchestrateur, il connaît le succès populaire dès 1897 avec son célèbre scherzo L'Apprenti sorcier, inspiré par le poème Der Zauberlehrling de Goethe (et connu du grand public grâce aux films Fantasia et Fantasia 2000, des studios Disney). À cette période, il compose également une symphonie et ses deux grandes œuvres pour piano écrites pour le pianiste Édouard Risler, qui en assura la création (la Sonate en mi bémol mineur, et les Variations, Interlude et Finale sur un thème de Rameau). Il se consacre ensuite à son opéra Ariane et Barbe-Bleue, sur un livret de l'écrivain belge Maeterlinck, opéra qui rencontre le succès en 1907. Sa dernière grande composition publiée est le ballet La Péri, qu'il faillit cependant brûler avant la première représentation en 1912.

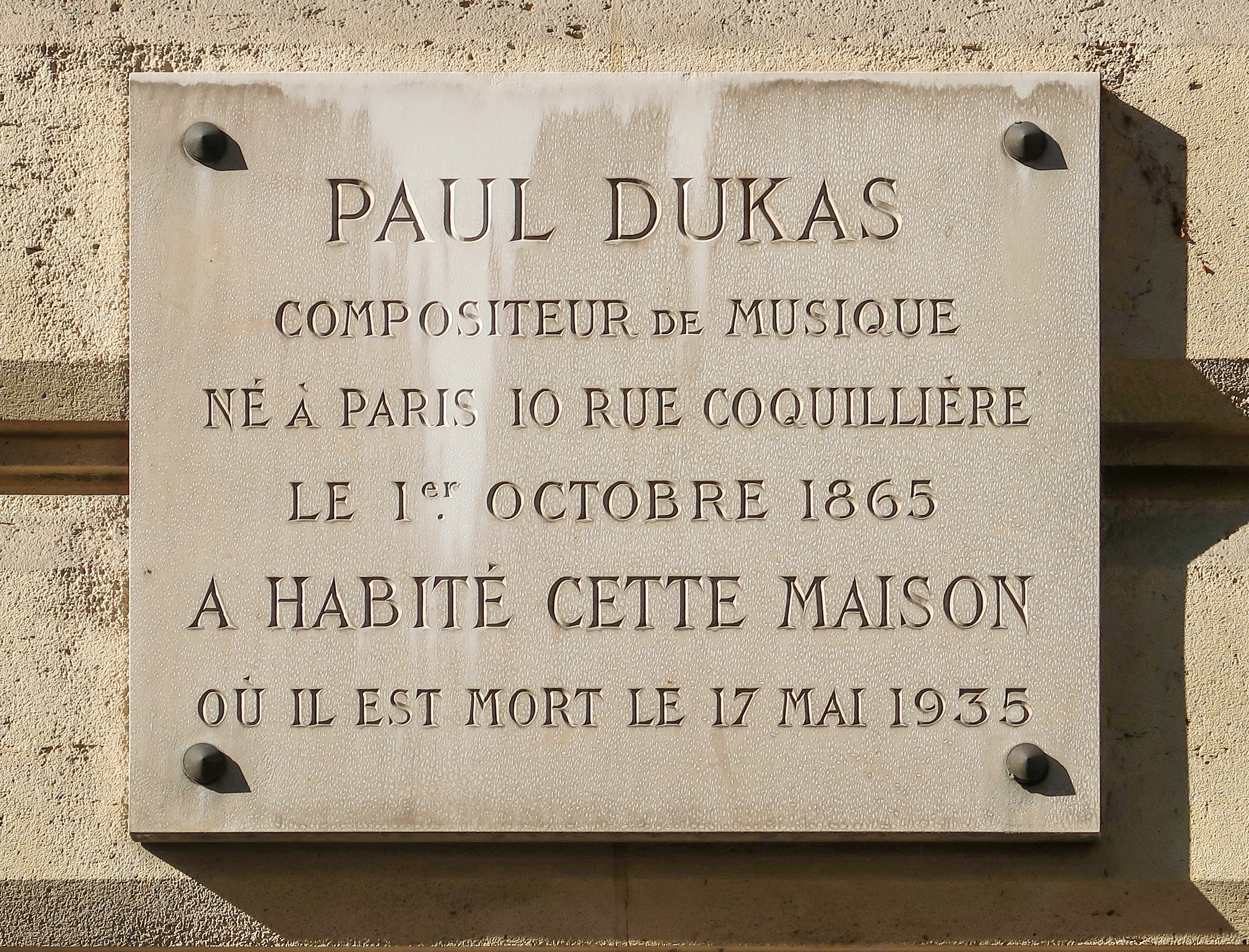
Plaque 84 rue du Ranelagh à Paris.

Dans la deuxième partie de sa vie, son perfectionnisme l'amène en effet à détruire beaucoup de ses partitions, dont au moins une seconde symphonie, un poème symphonique, une sonate pour piano et violon, un drame lyrique et deux ballets.
Le 1er octobre 1915, il rencontre Suzanne Pereyra qui deviendra son épouse. Celle-ci lui avait déjà adressé une lettre laissée sans réponse en 1914. C'est Robert Brussel qui le lui fait remarquer. Un an après, ils se fiancent. Le 11 septembre 1916, ils se marient à la mairie de Saint-Cloud. Sa sœur, Thérèse Pereyra, et Paul Grunebaum-Ballin sont les témoins de Suzanne, Brussel est le témoin de Paul.
Paul et Suzanne s'installent rue Singer à Paris. Le 13 décembre 1919, sa fille Adrienne vient au monde. Vers 1920, ils décident de s'installer à Villefranche-sur-Mer dans une villa avec vue sur la mer où ils ont fait quelques travaux : la villa Angèle. Mais Suzanne est loin de sa sœur Thérèse et Paul est demandé à Paris donc ils se ravisent et reviennent dans leur logement de la rue Singer en avril 1921.
En 1922, ils achètent une villa rue du Champ du Rocher au lieu-dit Foncillon à Royan qu'ils baptisent la villa Adriana, en référence à son frère décédé Adrien et à leur jeune fille Adrienne.
À partir de 1924, il réside au no 84 rue du Ranelagh (16e arrondissement de Paris). Il meurt d'une crise cardiaque à son domicile le 17 mai 1935. Une plaque commémorative lui rend hommage.
Ses obsèques ont lieu le 20 mai 1935. Durant la cérémonie, Marcel Dupré joue des chorals de Bach à l'harmonium. De nombreuses personnes sont présentes à la cérémonie : Thérèse Pereyra et son époux Léon Blum, Georges Mandel, Maurice Ravel, Reynaldo Hahn, Raymond Charpentier, Darius Milhaud, Marguerite Long, René Blum. Ses cendres reposent au columbarium du cimetière du Père-Lachaise à Paris no 4938 (angle Nord). Son épouse (belle-sœur de Léon Blum par sa sœur Thérèse) est morte en 1947 à 63 ans et sa fille unique Adrienne, à 38 ans, dans l'accident d'un DC-7 de la Braniff International à Miami, le 25 mars 1958.
De nombreux établissements de musique portent son nom, tel le conservatoire Paul-Dukas, 51 rue Jorge-Semprún, dans le 12e arrondissement de Paris.

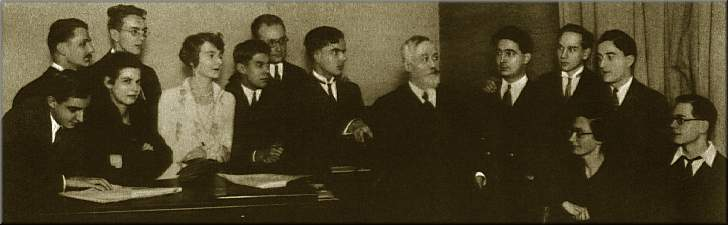
Paul Dukas donne une classe de composition en 1929 au Conservatoire de Paris. De gauche à droite, près du piano : Pierre Maillard-Verger, Elsa Barraine, Yvonne Desportes, Tony Aubin, Pierre Revel, Georges Favre, Paul Dukas, René Duclos, Georges Hugon, Maurice Duruflé. À droite, assis : Claude Arrieu, Olivier Messiaen.

## Œuvre
Paul Dukas laisse une trentaine d'œuvres environ.

### Opéra
- Ariane et Barbe-Bleue (1899-1907)

### Ballet
- La Péri, poème dansé (1911), 
auquel le compositeur a adjoint une Fanfare pour précéder La Péri (1912)

### Orchestre
- Goetz de Berlichingen (d'après la pièce de théâtre sur Götz von Berlichingen de Goethe), ouverture pour orchestre (1883)
- Le Roi Lear (d'après Shakespeare), pour orchestre (1883)
- Polyeucte, ouverture pour orchestre (1891)
- Symphonie en ut majeur (1895-1896)
- L'Apprenti sorcier, pour orchestre (1897)

### Vocale
- Air de Clytemnestre, pour voix et petit orchestre (1882)
- Chanson de Barberine, pour soprano et orchestre (1884)
- La fête des Myrthes, pour chœur et orchestre (1884)
- L'ondine et le pêcheur, pour soprano et orchestre (1884)
- Endymion, cantate pour trois voix solos et orchestre (1885)
- Pensée des morts, pour chœur et orchestre (1886)
- La vision de Saül, cantate pour trois voix solos et orchestre (1886)
- La fleur, pour chœur et orchestre (1887)
- La Fête des myrtes, pour chœur et orchestre (1887)
- Hymne au soleil, pour chœur et orchestre (1888)
- Velléda, cantate pour trois voix solos et orchestre (1888)
- Les Sirènes, pour chœur et orchestre (1889)
- Sémélé, cantate pour trois voix solos et orchestre (1889)
- Vocalise-étude (alla gitana), pour voix et piano (1909)
- Amours, sonnet de Ronsard pour voix et piano (1924)

### Piano
- Introduction au poème « Les Caresses » (1885)
- Sonate en mi bémol mineur (1899-1901)
- Variations, interlude et finale sur un thème de Rameau (c. 1899–1902)
- Prélude élégiaque sur le nom de Haydn (1909), composé pour l'Hommage à Joseph Haydn (1910)
- La Plainte, au loin, du faune…, composée pour le Tombeau de Claude Debussy (1920)
- Allegro (1925)
- Modéré (1933 ; publication posthume en 1936)

### Musique de chambre
- Villanelle, pour cor et piano (1906)

### Autres
- Fugue à quatre voix (1888)
- Alla Gitana (1926)

### Œuvres perdues, détruites ou projetées
- Horn et Riemenhild, opéra (1892)
- L'arbre de science, opéra (1899)
- Le fil de parque, poème symphonique (env. 1908)
- Le nouveau monde, opéra (env. 1908-1910)
- Le sang de Méduse, ballet (1912)
- Symphonie no 2 (après 1912)
- Sonate pour violon (après 1912)
- La tempête, opéra (env. 1918)
- Variations choréographiques, ballet (1930)
- Une œuvre orchestrale non titrée pour l'Orchestre symphonique de Boston (1932)

## Discographie

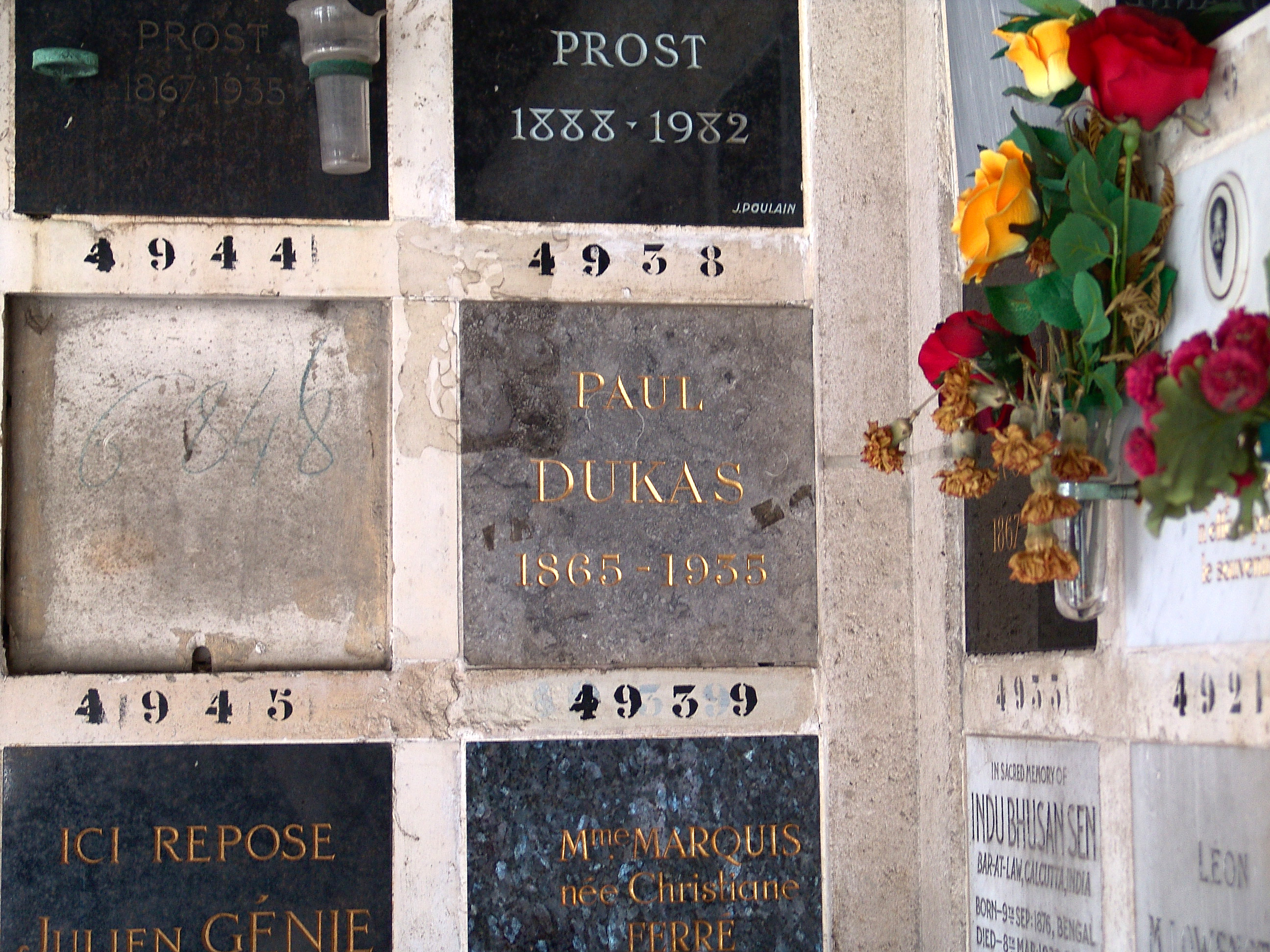
Case contenant les cendres de Paul Dukas au cimetière du Père-Lachaise à Paris.

- L'Apprenti sorcier — La Péri — Symphonie en Ut par l'Orchestre de la Suisse romande, dirigé par Armin Jordan.
- Les Sirènes, La Fête des Myrtes, Sémélé, Pensée des morts, Hymne au soleil, L'ondine et le pêcheur, Velléda, Polyeucte, Villanelle pour cor et orchestre, par l'Orchestre philharmonique de Bruxelles et le Vlaams Radio Koor - Flemish Radio Choir dirigés par Hervé Niquet, Collection prix de Rome vol. 5, Ediciones Singulares

#### Écrits de Paul Dukas
- Paul Dukas, Les écrits de Paul Dukas sur la musique, Paris, Société d'Éditions Françaises et Internationales (SEFI), coll. « Musique et musiciens », 1948, 696 p. avant-propos de Gustave Samazeuilh.

#### Monographies
- Georges Favre, Paul Dukas : sa vie, son œuvre, Paris, La Colombe, coll. « Euterpe », 1948, 128 p.
- Bénédicte Palaux-Simonnet, Paul Dukas : le musicien-sorcier, Genève, Éditions Papillon, coll. « Mélophiles », 2001, 152 p. (ISBN 2-940310-01-7).
- Simon-Pierre Perret et Marie-Laure Ragot, Paul Dukas, Paris, Fayard, coll. « Bibliothèque des grands musiciens », 2007, 557 p.  (ISBN 978-2-213-63329-9).